# Province de Kermanchah
Ne doit pas être confondu avec Province de Kerman.
La province de Kermanchah (Kirmaşan en kurde, كرمانشاه en persan) est une des 31 provinces d'Iran.  Elle est située dans l'ouest du pays, à la frontière avec l'Irak. Entre les années 1969 à 1986, elle était connue sous le nom de  Kermanshahan. Puis, de 1986 à 1995, sous le nom de Bakhtaran.
Sa capitale, Kermanshah (34° 18′ N, 47° 04′ E) est située dans le centre de la partie occidentale de l’Iran. La population de la ville est de 690 000 personnes.
La ville est située sur les pentes de la montagne Kooh-e Sefid, qui est le sommet le plus célèbre dans la région de Kermanshah. La ville s'étend sur plus de 10 km en longueur, le long de la rivière Sarab et de la vallée du même nom. L'altitude de la ville est de 1 420 m.
La distance entre Kermanshah et Téhéran est de 525 km. Elle est le centre des échanges commerciaux d'une région qui produit des céréales, du riz, des légumes, des fruits, des huiles végétales, mais aussi de nombreuses industries comme des raffineries de pétrole et de sucre, de la farine, du ciment, du textile, etc. L'aéroport est situé au nord-est de la ville et la distance à vol d'oiseau jusqu'à Téhéran est de 413 km.

## Histoire

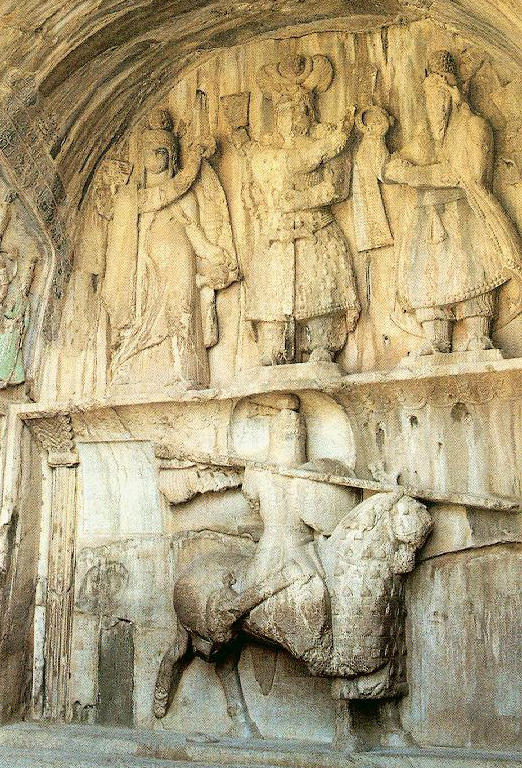
Monument de Khosro II (en grec Chosroès) à Taq-e Bostan, en Iran. Sur sa gauche figure Ahura Mazda, sur sa droite Anahita. Au registre inférieur, il est représenté en cataphractaire monté son cheval Chabdiz.

Des preuves montrent que cette province a accueilli l'homme depuis les époques paléolithique et néolithique. En prenant en compte les monuments historiques trouvés dans la province, on se rend compte que la province était très prisée pendant les périodes Achéménide et Sassanide.
Kermanshah est une des cités antiques de l'Iran et il est dit que  Tahmores Divband, un dirigeant mythique des Pichdadiens la construisit. Certains attribuent la construction à Vahram IV (IVe siècle. Pendant le règne de Khosro Ier et d'Hormizd IV de la dynastie Sassanide, Kermanshah était au faîte de sa gloire, puis devint ensuite une résidence royale secondaire.
La ville subit ensuite des dommages importants pendant l'invasion des Arabes. À la période Safavide, le premier ministre Sheikh Ali Khan Zanganeh proposa au chah Süleyman Ier de rebâtir la ville, qui regagna de l'importance. En même temps que l'invasion Afghane et la chute d'Esfahan, Kermanshah fut détruite par l'invasion Ottomane.
Le dernier gouverneur indépendant de Kermanshah (de 1802 à 1880) a été Mohammed Zaman Khan Zahir Al-Molk, de la famille Aazam-Zanganeh, qui a été le plus grand propriétaire terrien de cette province de l'ouest de l'Iran.
Pendant la guerre Iran-Irak, la province a vécu des combats très importants. La plupart des villes ont été extrêmement touchées, quelques-unes comme Zar-e Pol-e Zahab et Qasr-e Chirin furent quasiment détruites.
En novembre 2017, un tremblement de terre de magnitude 7,3 fait 620 mort dans la province.

## Géographie
La province de Kermanchah est située dans l'ouest de l'Iran. 
Ses frontières sont bordées d'une part par les provinces iraniennes du Kurdistan, d'Hamedan, de Lorestan et d'Ilam. Elles sont bordées d'autre part par les gouvernorats irakiens d'Halabja, d'As-Sulaymaniya et de Diyala. 
Ses villes principales, hormis sa capitale, sont Eslamabad-e Gharb, Gilan-e Gharb, Harsin, Javanrud, Kangavar, Paveh, Qasr-e Shirin, Ravansar, Sahneh, Sarpol-e Zahab et Sonqor. 

## Climat
Étant située entre deux régions froides et une région chaude, la province jouit d'un climat plutôt modéré et montagneux. Il pleut pour la plupart en hiver et il ne fait que modérément chaud en été. Les précipitations annuelle sont de 500 mm. La température moyenne dans les mois les plus chauds est supérieure à 22 °C.

## Langue
La province est occupée pour la plupart par des Kurdes iraniens, des locuteurs Persans et Lors. Il existe aussi une minorité d'Arabes et de Turcs dans la province? En plus des habitants des villes et des villages, il y a aussi des nomades répartis dans la province. Les hautes chaînes de montagne à proximité de la frontière Irakienne sont l'habitat des tribus kurdes. La langue prédominante est le kurde (un dialecte du kurde du sud appelé "kurdî basûr"), mais le persan et d'autres langues sont aussi parlés.

## Administration territoriale

Comtés du Kermanchah.

## Produits locaux

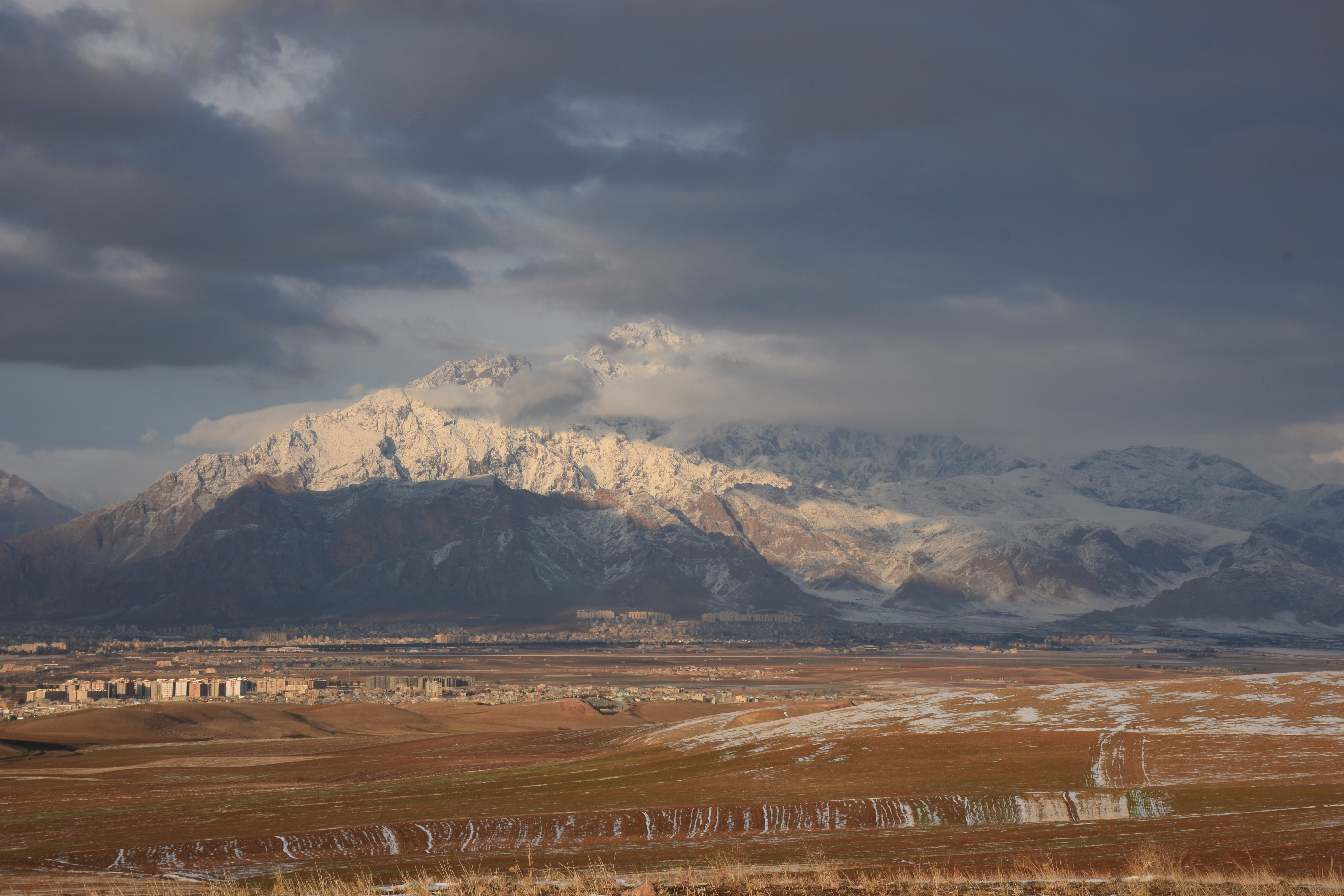
Le mont Parâw, dans les monts Zagros.

Kermanshah a donné son nom a un type de tapis persan nommé d'après le nom de la région. La région est aussi célèbre pour ces gâteaux faits à base de farine de riz, appelés Nân berendji. L'autre produit célèbre de Kermanshah est une sorte d'huile spéciale nommée Rune Dân, connue plus largement en Iran sous le nom de Roghan Kermanshahi.

## Attractions
- l'inscription de Darius Ier à Behistun (VIe siècle av. J.-C.): dans un site à 1 300 mètres d'altitude dans les montagnes, un des sites les plus célèbres de l'archéologie du Moyen-Orient qui a attiré les passants depuis une époque lointaine. C'est là que Sir Henry Rawlinson copia l'inscription en trois langues de Darius Ier (dynastie Achéménide) gravée en 522 av. J.-C. en vieux-persan, élamite et en Akkadien, un pas important vers le déchiffrement éventuel des écritures cunéiformes au milieu du XIXe siècle. Le relief de Bisotoun sous l'inscription représente Darius faisant face à neuf rois rebelles, que le souverain achéménide déposa quand il arriva au pouvoir.

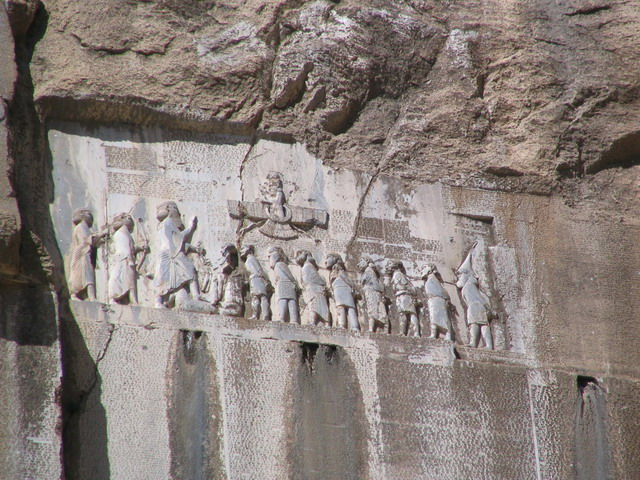
Inscription de Darius Ier

Au pied de la colline se trouvent trois bas-reliefs Parthes, reconnus comme étant les plus vieux reliefs Parthes, ravagés par le temps, gravés par Sheik Ali Khan Zanganeh, le premier ministre du roi Safavide Shah Süleyman Ier
- Bas reliefs Sassanides de Taq-e Bostan (651 av. J.-C. - 224 av. J.-C.): Les rois Sassanides choisirent une disposition sensationnelle pour leurs bas-reliefs taillés dans la pierre  de Taq-e Bostan, à 6 km au nord-est de Kermanshah. Une cascade d'eau sacrée chute d'une falaise dans la montagne et remplit un grand bassin. En hiver, le paysage y est rempli de brumes et de vapeur d'eau.

Un des reliefs les plus impressionnants, dans la grotte la plus grande ou "iwan", est une statue équestre géante du roi Sassanide, Khosro II (591-628 ap. J.-C.) monté sur son destrier favori, Chabdiz. Le cheval et son cavalier sont tous deux représentés en armure de combat. Il y a deux scènes de chasse de chaque côté de l'iwan, une représentant une chasse au sanglier et l'autre, dans le même esprit, montre le roi chassant un cerf. Des éléphants poussent les sangliers à sortir d'un lac marécageux pour que le roi puisse les tirer avec son arc et ses flèches tandis que la chasse est accompagnée par des femmes musiciennes suivant dans d'autres bateaux. Ces scènes de chasse royale sont parmi les plus vivantes de tous les bas-reliefs, et sont vraiment de nature narrative. Sautant 1300 ans d'histoire, le relief supérieur montre le roi Qajar Fath Ali Shah et sa cour.
- Le temple d'Anahita (200 av. J.-C.) à Kangavar: Kangavar est une petite ville entre Hamedan et Kermanshah (90 km à l'est de Kermanshah). Aux alentours de 200 av. J.-C., aux temps de l'occupation par l'empire Séleucide de Kangavar, un sanctuaire majeur a été élevé à la déesse mère Anahita qui était adorée dans la Perse antique aux côtés de Ahura Mazda et Mithra.

Ce vaste temple fut construit avec d'énormes blocs de pierre et a une entrée imposante à deux volées d'escaliers opposés, qui aurait pu être inspirée par l'Apadana à Persépolis.

## Personnalités
Un des écrivains et scientifiques, renommé dans la région, est Al-Dinawari qui est né à Dinawar, au nord-est de Kermanshah. Il vécut au IXe siècle et écrivit de nombreux livres d'astronomie, de botanique et d'histoire.
Une autre célébrité née à Kermanshah est l'auteure britannique Doris Lessing (née en 1919), dont le père, officier dans l'armée britannique, était stationné là au moment où elle est née.

### Poètes kurdes originaires de la province de Kermanshah
- Mustafa Besarani (1642-1701)
- Khana Qubadi (1700-1760)
- Sarhang Almas Khan, milieu du XVIIe siècle
- Sheyda Hewramí (1784-1852)
- Muhammad Wali Kermashani (1901-?)
- Shami Kermashani (1927- )[2],[3]

### Poètes kurdes contemporains
- Jalil Ahangarnejad (Kermanshah)
- Javad Sharifi (Haroon Abad)
- Reza Jamshidi (Sar Pol-e Zahab)
- Kawe Khosrawi
- Parto
- Pariwash Malakshahi (Qasr-e Chirin)